# Копосов, Дмитрий Александрович
Ко́посов Дми́трий Алекса́ндрович (28 сентября 1925, Тотьма, Вологодская губерния — 18 апреля 1987, Москва) — генерал-майор инженерных войск Советской Армии, Лауреат Премии Совета Министров СССР (1973 г.). Ветеран Вооружённых Сил СССР. Ветеран Войск ПВО Ленинграда.

## Биография
Родился 28 сентября 1925 года в городе Тотьма Вологодской области.
Его отец Александр Николаевич был техником-землеустроителем, мать Елена Дмитриевна работала сурдопедагогом, преподавала в школе для детей с пониженным слухом.
В пятилетнем возрасте, вместе с родителями переехал в Великий Устюг, в котором прошли его детство и юность. Добрую память об этом городе он сохранил на всю жизнь и считал его своей малой Родиной.
Учился в средней школе № 10 им. Герцена, был способным, любознательным учеником. Большое внимание уделял математике, физике, черчению, так как мечтал стать кораблестроителем. Река Сухона, порой широкая и полноводная, укрепляла эти мечты.
Великая Отечественная война изменила планы. В январе 1943 года был призван в Красную Армию и направлен в Пуховическое пехотное училище, которое перед началом войны было переведено из Пуховичского населённого пункта (Белоруссия) в Великий Устюг.
Во время учёбы проявил способность к овладению военными знаниями, дисциплинированность, ответственность за порученное дело.
В феврале 1944 года, после успешного окончания училища ему было присвоено первое офицерское звание — младший лейтенант и был назначен на должность командира взвода курсантов нового набора.
В 1945—1948 гг. служил командиром взвода в Беломорском военном округе, в городах Петрозаводск, Лахденпохья, Медвежьегорск. Творческое отношение к обучению и воспитанию личного состава, требовательность, дисциплинированность, инициативность были отличительными чертами лейтенанта Копосова. В результате его взвод являлся передовым в части. Его конспект «Тактико-строевые занятия» был опубликован в окружной газете и рекомендован, как лучший образец, в помощь командиру взвода.
Высокие показатели в обучении и воспитании личного состава были отмечены поощрением командующего Беломорского военного округа — награждением часами (1948, Медвежьегорск).
Летом 1948 года был направлен в Военно-Инженерную Академию им. В. В. Куйбышева. После успешной сдачи конкурсных экзаменов был зачислен слушателем на военно-строительный факультет, обучение на котором продолжалось 6 лет.
По окончании Академии в 1954 году получил назначение в Подмосковье, в 1-ю Армию Московского Округа ПВО. В этом же году подал рапорт о переводе в 6-ю Особую Ленинградскую Армию ПВО, где разворачивались масштабные строительные работы и открывались широкие возможности для применения полученных знаний на практике. Начав с должности инженера по специальным сооружениям, Дмитрий Александрович в 1964 году стал Начальником инженерной службы Ленинградской Армии ПВО.
1955—1973 гг. были напряженным периодом строительства спецсооружений для защиты Ленинграда и северо-западных рубежей СССР.
Дмитрий Александрович, со свойственной ему энергией и ответственностью, включился в эту работу. Сотни километров по бездорожью и лесам северо-запада он проехал в первоначальный период организации строительства. Солидная академическая подготовка помогала в решении многих задач: от выбора местоположения позиций до контроля за строительством командных пунктов и сцецсооружений для всех видов боевой техники войск ПВО. В этот период, с учетом существующих реалий, им было внесено и реализовано свыше сотни рационализаторских предложений.
Построенные спецсооружения и командные пункты позволяли надежно укрыть личный состав и новейшую боевую технику ПВО, повышая живучесть и боеготовность Войск ПВО Ленинградской Армии. В разгар «холодной войны» это было весомым вкладом в укрепление обороноспособности СССР.
За комплекс работ по проектированию и строительству позиций для новейшей техники ПВО (ЗРК С-200) — в 1973 году Копосову Д. А. была присуждена Премия Совета Министров СССР в области строительства № 2262.
В конце 1973 года полковник Копосов Д. А. был переведён в Московский округ ПВО на должность начальника Инженерных войск.
Опыт, накопленный за 19 лет службы в Ленинградской Армии ПВО позволил быстро войти в курс более масштабных и более сложных задач. Интенсивно поступавшая с середины 70-х годов новая, более совершенная техника и вооружение по своим параметрам, техническим характеристикам и боевым возможностям значительно превосходила предыдущую. Построенные ранее защитные сооружения и командные пункты невозможно было использовать полностью, так как они не соответствовали новым требованиям. Это в свою очередь, могло затормозить процесс перехода на новую технику и постановки её на боевое дежурство.
Для решения возникших проблем он организовал массовое изготовление сборных железобетонных арочных конструкций. К концу 1984 года было выдано в войска более 50 000 таких конструкций, что значительно ускорило и удешевило строительство более 800 сооружений различного назначения. В результате, в кратчайшие сроки и почти полностью были защищены органы боевого управления, личный состав и боевая техника войск МО ПВО.
Этот опыт был передан в другие объединения Войск ПВО и Инженерные войска Советской Армии. Одновременно, Дмитрий Александрович разработал техническое решение по реконструкции и использованию прежних сооружений. Проведение этих работ позволило сэкономить миллионы рублей государственных средств (только в 1981 году реконструкция 14 сооружений КП С-25 под КП С-300 дало экономию более 3 млн рублей (в ценах того времени — громадная сумма)). Всего таким образом было реконструировано около 450 сооружений различного назначения.
Большое внимание он уделял совершенствованию позиций всех родов войск МО ПВО. Так, в 1977—1981 гг. под его руководством в Округе были выполнены работы по повышению боевых возможностей ЗРК (зенитно-ракетных комплексов) на малых высотах. Все системы наведения ракет были подняты на грунтовые эстакады высотой 15—20 м.
В рамках интернациональной помощи его опыт был использован в ряде стран Ближнего Востока (Сирия, Египет, Ирак), где специалисты Инженерных войск МО ПВО проводили консультации по инженерному оборудованию позиций ПВО и их маскировке.
Копосов Д. А. вместе с женой, Серафимой Фёдоровной (1930-2019, похоронена на Кунцевском кладбище), воспитал двух сыновей — Александра (1956-2016, похоронен на Кунцевском кладбище) и Георгия (1960). Сыновья окончили Ленинградскую Военную инженерную академию им. А. Ф. Можайского и прослужили по 20 лет в рядах Советской, а потом и Российской армии. Службу завершили в 90-х годах: в званиях подполковников.
Дмитрий Александрович прослужил в рядах Советской Армии свыше 42 лет. В 1985 году вышел в отставку по болезни. Через полтора года, в апреле 1987 года скончался от сердечного приступа — сердце остановилось во время ходьбы.
Похоронен Дмитрий Александрович на Кунцевском кладбище в Москве.

## Награды
- Два ордена Красной Звезды (1968 г. и 1982 г.)
- Орден «За службу Родине в Вооружённых Силах СССР» III степени (1976 г.)
- 12 медалей